# Asceles rufescens
Asceles rufescens är en insektsart som först beskrevs av Ludwig Redtenbacher 1908.  Asceles rufescens ingår i släktet Asceles och familjen Diapheromeridae. Inga underarter finns listade i Catalogue of Life.